# Carl Johann Christian Zimmermann

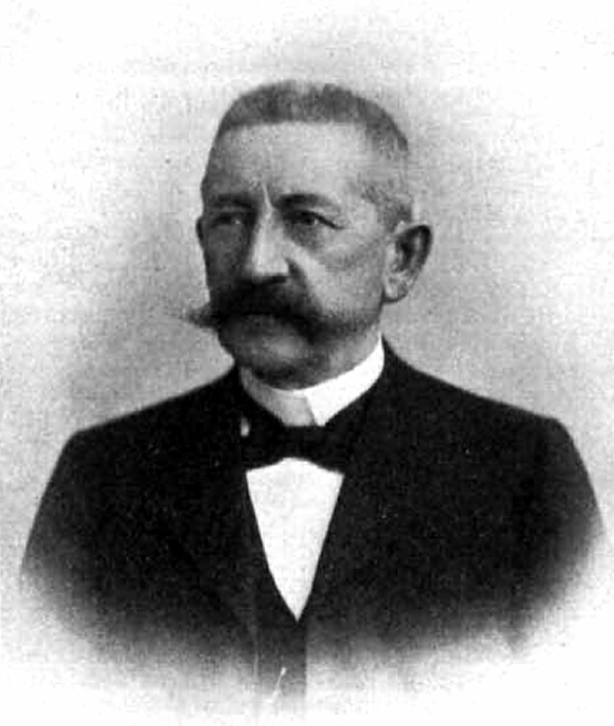
Carl Johann Christian Zimmermann ca. 1880

Carl Johann Christian Zimmermann, genannt Hans Zimmermann (* 8. November 1831 in Elbing, heute Elbląg; † 18. März 1911 in Wandsbek bei Hamburg) war ein deutscher Architekt und Baubeamter.

## Leben
Zimmermann war Sohn eines der Bürgermeister und Bauräte von Elbing (nicht weit von Danzig). Zuerst studierte er Kunstgeschichte an der Universität Königsberg, bestand die Feldmesserprüfung und war beim Bau der Preußischen Ostbahn tätig (vermutlich am Streckenabschnitt Bromberg–Thorn). 1854–1856 studierte Zimmermann an der Berliner Bauakademie, im Oktober 1856 schloss er sein Studium mit der Bauführerprüfung ab (gemeint ist wohl die Baumeisterprüfung). Zweimal in der Folge gewann er 1860 und 1861 den Schinkelpreis: 1860 fertigte er einen Entwurf für das Polytechnikum in Berlin und 1861 für ein Entwässerungssystem für Friedrichstadt/Berlin. Ab 1862 arbeitete er bei der Ministerial- und Bau-Kommission in Berlin, wo er u. a. ein Gefängnis projektierte, das spätere Frauengefängnis Barnimstraße. Anschließend kam er 1864 nach Breslau, wo er im Mai dieses Jahres für die Leitung des Stadtbauamts gewählt wurde. Als Stadtbaurat teilte er sich diese Stelle vorerst mit Julius von Roux und ab 1866 mit Alexander Kaumann. Zimmermann war in Breslau für alle öffentliche Aufgaben der Stadt in Bereichen Hochbau, Stadtplanung und Leitungsnetze auf dem Stadtgebiet links der Oder zuständig – seine Amtskollegen übernahmen die Gebiete rechts der Oder. Seine Breslauer Schaffensphase ist sowohl durch Neogotik als auch Neorenaissance geprägt. Am 1. Januar 1872 legte er sein Amt nieder.
Von 1872 bis 1908 war Zimmermann Hamburger Baudirektor, er übernahm das seit dem Tod von Carl Ludwig Wimmel (1845) vakante Amt und wurde neben Franz Andreas Meyer zum einflussreichsten Gestalter Hamburgs. Er entwarf unter anderem das Museum für Kunst und Gewerbe (1873/76), Schule vor dem Holstentor (1875), das Zentralgefängnis Fuhlsbüttel (1879), das Strafjustizgebäude (1879/82 mit Erweiterung 1895/96), das Wilhelm-Gymnasium (1883/85), die Universitätsklinik Eppendorf (1884/89) und das Ziviljustizgebäude (1898–1903). Seine bevorzugte Stilrichtung war in dieser Zeit die Neorenaissance. Er war neben Franz Andreas Meyer beteiligt an der Planung der Hamburger Speicherstadt.
Zimmermann war 77 Jahre alt, als er als Leiter des Hamburger Hochbauwesens 1908 nach über 36 Dienstjahren um seine Versetzung in den Ruhestand bat. Er hatte viele neue bedeutende Schulgebäude sowie Verwaltungs- und Justizgebäude entworfen. An seinem ersten repräsentativen Staatsbau in Hamburg, dem Schul- und Museumsgebäude am Steintorplatz, heute Museum für Kunst und Gewerbe hatte er erstmals die Form der Vierflügelanlage realisiert. Es war der einzige Bau, für den er aus Sparsamkeitsgründen der Stadt Hamburg einen schwierigen Kompromiss zwischen Schulgebäude und Museumsgebäude finden musste. Das Strafjustizgebäude und das Ziviljustizgebäude, ebenfalls Vierflügelanlagen mit besonderen Herausforderungen und reichem Bauschmuck, waren seine größten und zugleich bedeutendsten Hamburger Staatsbauten.

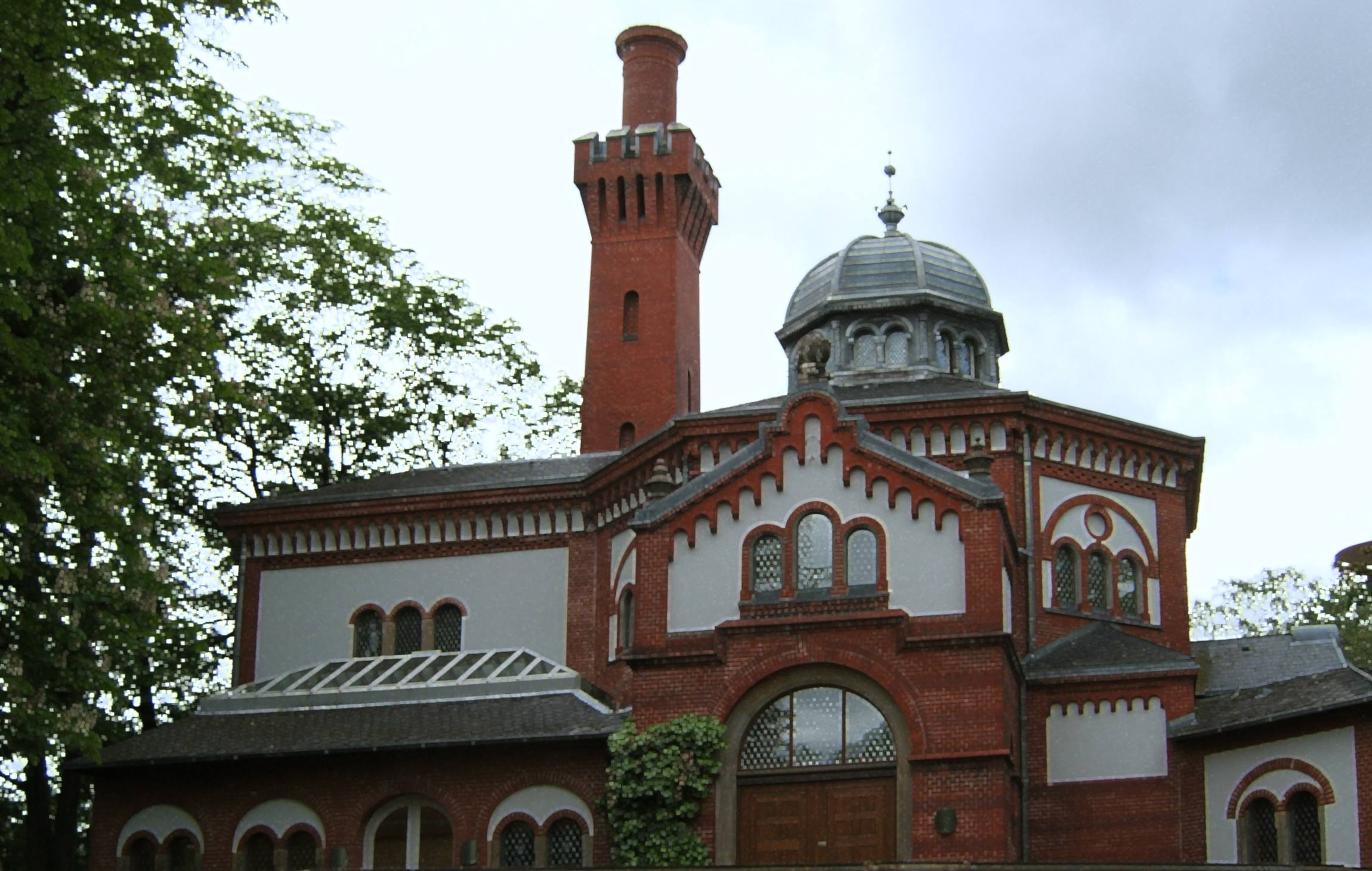
Altes Krematorium, Einäscherungsstätte Zimmermanns

Als Nachfolger Zimmermanns im Amt des Baudirektors wurde 1908 Fritz Schumacher berufen, der dieses Amt nach einjähriger Vorbereitungszeit schließlich im Herbst 1909 antrat. Bereits in der Zeit der Jahrhundertwende hatte Zimmermann sich aus der aktiven Entwurfstätigkeit zurückgezogen und diese Aufgaben insbesondere dem 1901 ins Hamburger Hochbauwesen eingetretenen Albert Erbe übertragen, der schließlich nach Schumachers Amtsantritt 1911 nach Essen wechselte.
Mit 80 Jahren starb Zimmermann am 18. März 1911. Er wurde im Alten Krematorium in der Alsterdorfer Straße eingeäschert und auf dem Ohlsdorfer Friedhof hinter dem Rosengarten (Grablage J10, 255-56) bestattet. Das Grab wurde zwischenzeitlich aufgehoben.
Das Architekturmuseum in Breslau zeigte 2005/2006 eine Ausstellung über das Werk Zimmermanns in Breslau: „Architekt im Dienste der Stadt“. Daria Pikulska verfasste den dazugehörigen Katalog.

## Werk (Auswahl)

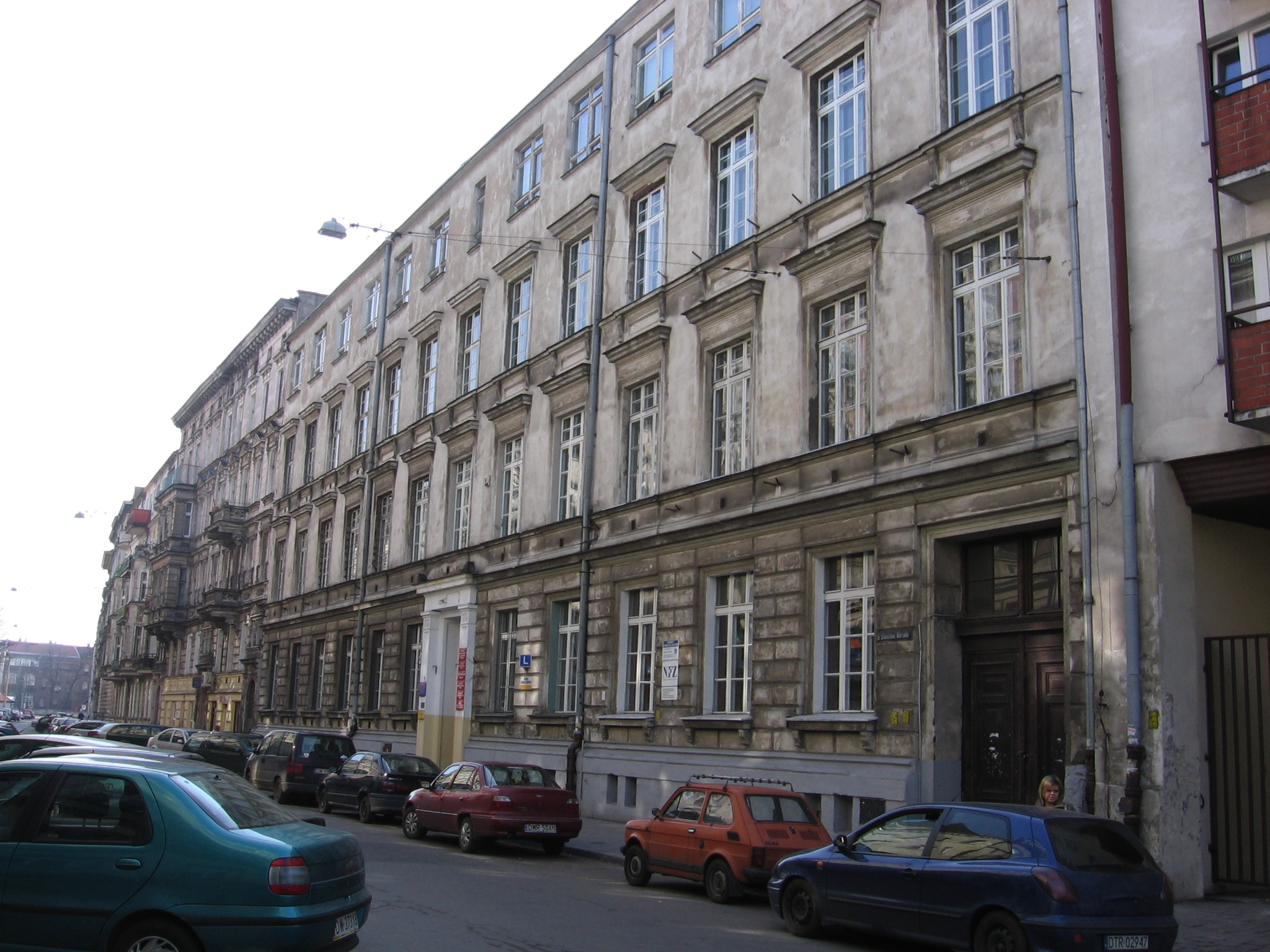
Johannesgymnasium in Breslau 1865

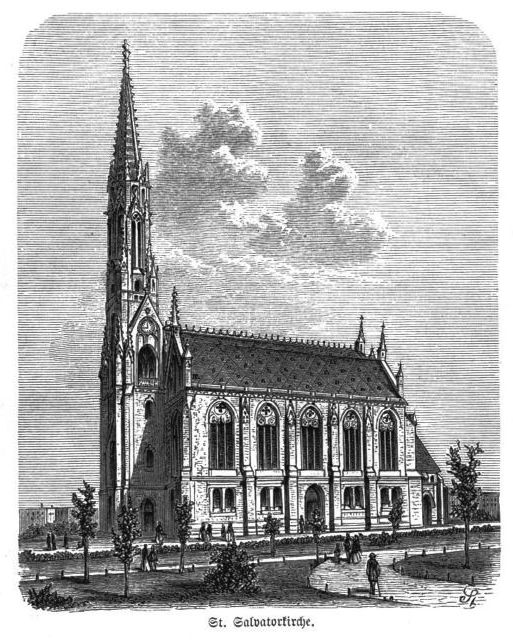
Salvatorkirche in Breslau 1865–1876

- 1862–1863: Gefängnis an der Barnimstraße in Berlin, in Zusammenarbeit mit Friedrich Albert Cremer (1974 abgerissen)
- 1871–1874: Evangelische Kirche A.B. der Evangelisch-Lutherischen Kirche in Italien in Triest[6] (Pläne Zimmermann, Ausführung Giovanni Andrea Berlam und Giovanni Scalmanini)

In Breslau:
- Ab 1865: Zuschüttung des Inneren Stadtgrabens, der sog. Stadt- oder Schwarzen Ohle (heutiger Verlauf der Ost-West-Straße) und Bau der Kanalisation in der Altstadt
- Ab 1865: Salvatorkirche auf den Teichäckern, Entwürfe ab 1865, Ausführung 1871–1876 unter Aufsicht anderer Architekten (neugotisch, zerstört während des Zweiten Weltkriegs)
- 1865: Änderungen am Projekt des Wasserturms Am Weidendamm (ulica Na Grobli), Ursprungsentwurf von John Moore
- 1865: Pfarrhaus der Elisabethkirche
- 1865: Johannesgymnasium an der Paradiesstraße (1911–1912 von Fritz Behrendt erweitert; jetzt Maria-Dąbrowska-Gesamtschule für Wirtschaft und Verwaltung)
- 1865: Bau der evangelischen und katholischen Oberschulen am Nicolai-Stadtgraben (später mehrmals umgebaut, heutzutage das XII. Allgemeinbildende Lyzeum „Bolesław Chrobry“)
- 1866–1868: Umbau des Königsplatzes (heute plac Jana Pawła II – Platz des Johannes Paul II.) mit Abbau der Königsbrücke und Zuschüttung eines Teiles des Äußeren Stadtgrabens
- 1867: Entwurf des Städtischen Friedhofs I in Breslau-Gräbschen mit Kapelle, Gebeinhaus und Gärtnerhaus (heute Park Grabiszyński / Gräbschener Park, Bauten zerstört)
- 1869: Neubau des Maria-Magdalenen-Gymnasiums an der Schubrücke (1945 zerstört)
- 1869: Umbau und Aufstockung des St. Bernhard-Hospitals, des heutigen Breslauer Architekturmuseums „Muzeum Architektury we Wrocławiu“[7] (die meisten dieser Veränderungen wurden während des Zweiten Weltkrieges zerstört oder später beseitigt.)
- 1870: Volksschule Lehmgrubenstraße 30 (ulica Gliniana) (heute bildet die Zimmermann’sche Schule den Nord-West-Flügel, da das Gebäude später von Stadtbaurat Richard Plüddemann [Südflügel entlang der Straße, 1888–90] und vom Architekten Karl Klimm [Turnhalle, 1906–1907] erweitert wurde.)

In Hamburg:
- 1873–1876: Museum für Kunst und Gewerbe[8] (1943 teilweise zerstört, bis 1957 wiederaufgebaut)
- 1876–1879: Zentralgefängnis Fuhlsbüttel, u. a. das Torhaus
- 1875–1876: Oberrealschule am Holstenglacis, mit Erweiterungen 1901/1903 (später Albrecht-Thaer-Gymnasium; heute Studienkolleg für ausländische Studierende und Abendschule vor dem Holstentor)[9]
- 1879–1882: Strafjustizgebäude als Teil der städtebaulichen Planung des Justizforums am Sievekingplatz mit drei Gerichtsgebäuden und Entwürfen zu zwei der Bauten, das Ziviljustizgebäude und das Strafjustizgebäude, 1879–1882, erw. 1895–1903 (das dritte der geplanten Gebäude, das Hanseatische Oberlandesgericht, entstand erst 1907–1912 nach den Plänen von Lundt & Kallmorgen.)
- 1882–1892: Erweiterungen des Stadthauses (damals: Verwaltungszentrale und Sitz der Polizei), Richtung Neuer Wall mit dem prägnanten Eckturm[10]
- 1883–1885: Wilhelm-Gymnasium, heute Altbauteil der Staats- und Universitätsbibliothek Hamburg
- 1887: Erweiterungen an der Hamburger Kunsthalle um mehrere Eckpavillons und drei nach Südwesten gerichtete Säle[11]
- 1884–1889: Krankenhaus in Eppendorf, große pavillonartige Anlage, später mehrmals erweitert; heute Universitätsklinikum
- 1887–1888: Volksschule Seilerstraße
- 1888–1891: Generalzolldirektion, Gorch-Fock-Wall 11, teilweiser Wiederaufbau 1946–1948, heute Finanzamt für Verkehrsteuern und Grundbesitz
- 1890–1891: Mädchenschule Rostocker Straße
- 1893: Polizeiwache Oberaltenallee
- 1897–1898: Volksschule Lehmweg (seit 1984 Oberstufenhaus der Jahnschule / Ida-Ehre-Schule)
- 1898–1899: Haus ABC-Straße 47 (Armenhaus)
- 1898–1903: Ziviljustizgebäude Justizforum Hamburg
- 1900–1902: Bismarckschule
- 1901/1902: Volksschule Enckeplatz/Holstenwall
- 1901/1902: Staatsimpfanstalt Brennerstraße 81
- 1902: Gebäude des Reichsmarineamtes
- 1902–1904 Gymnasium Hegestraße
- 1903–1905: Neubau für das Realschule des Johanneums an der Armgartstraße (seit 1876 Steintorplatz), jetzt HAW-Modecampus
- 1904–1905: Finanzamt Am Schlump
- 1905–1906: Volksschule Imstedt (Barmbek)
- 1905: Navigationsschule in Zusammenarbeit mit Albert Erbe[12] (heute Flügel am Bundesamt für Seeschifffahrt und Hydrographie)
- Kapelle 6 auf dem Friedhof Ohlsdorf[13]

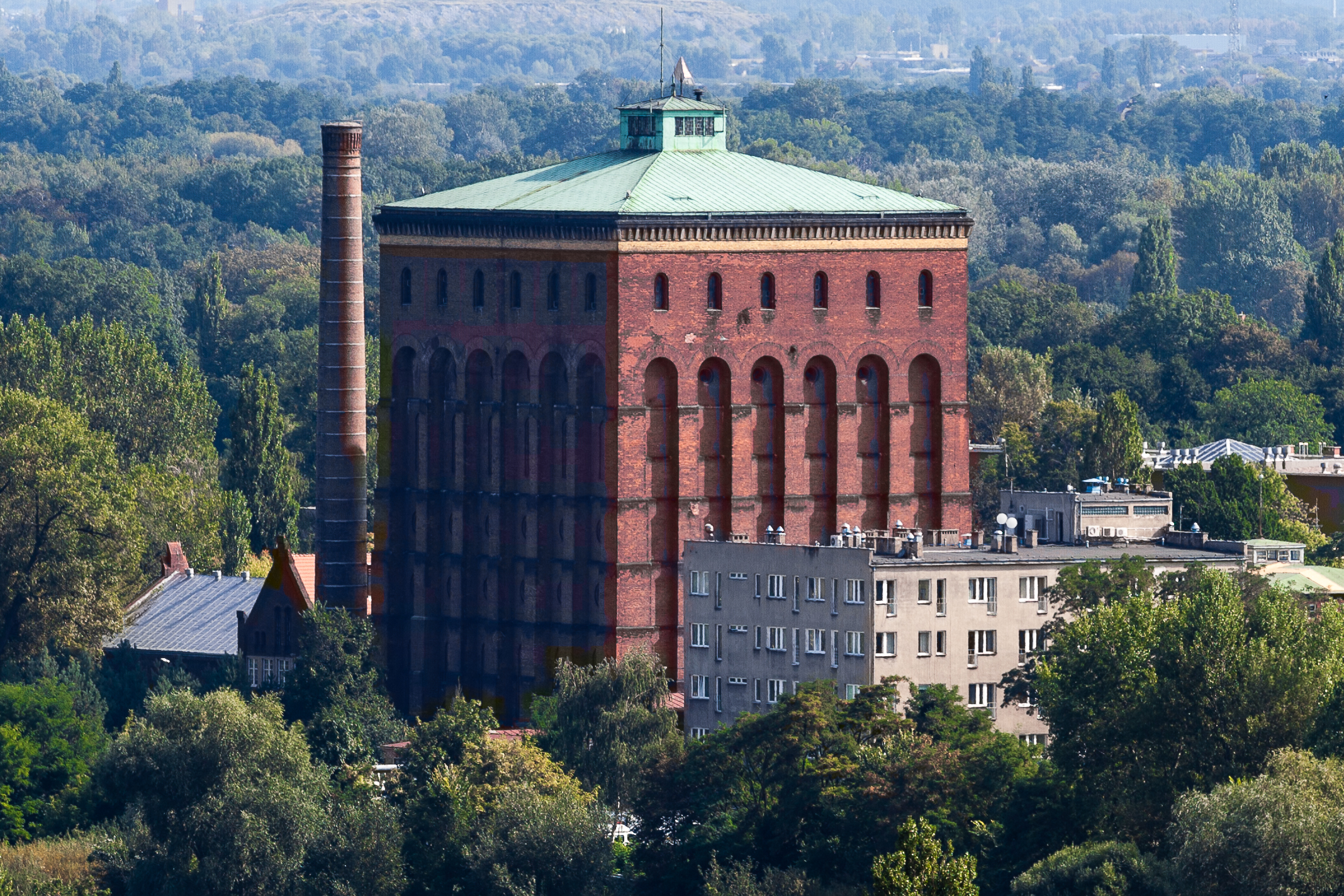
Wasserturm Am Weidendamm in Breslau (1865)
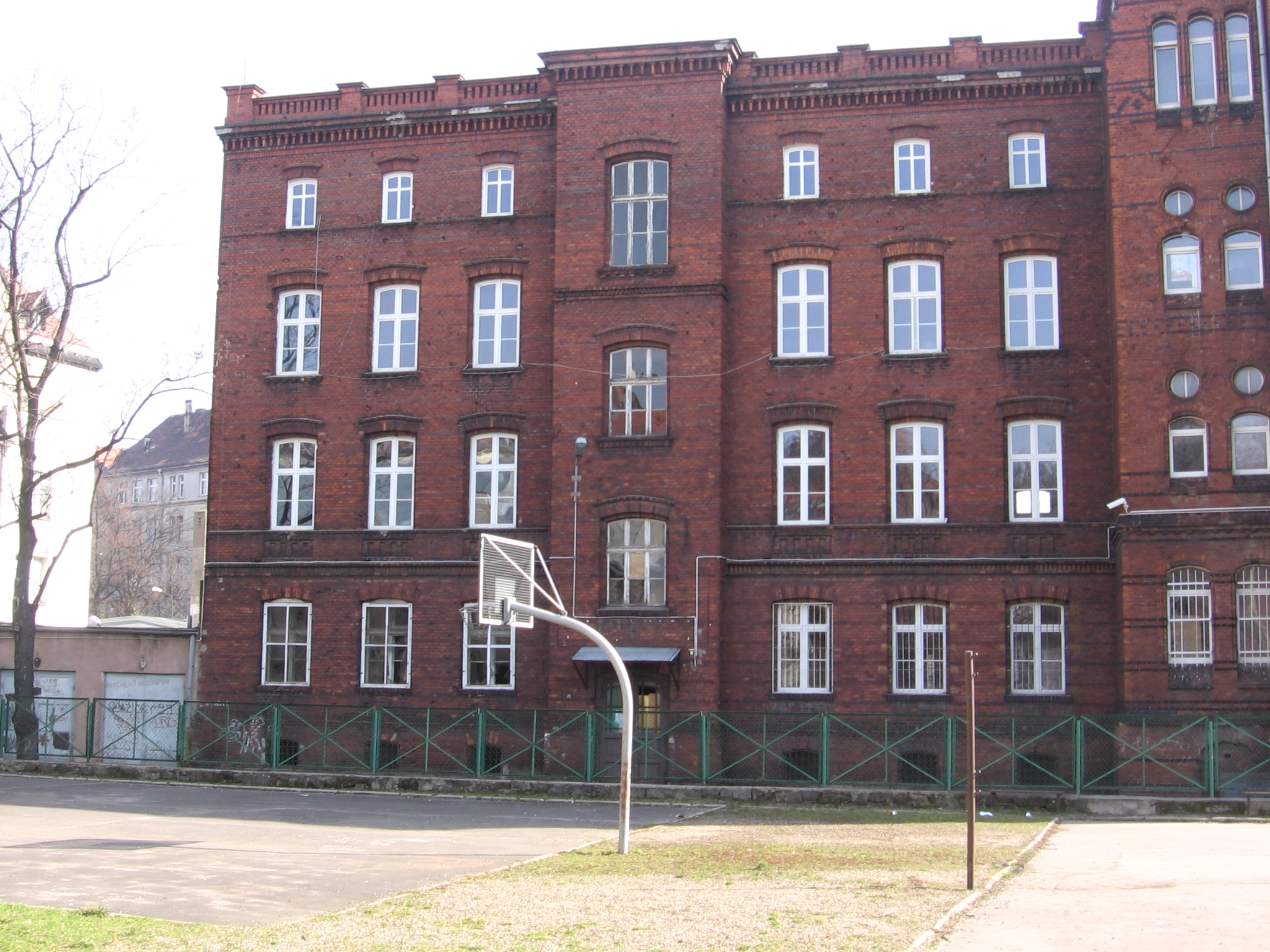
Volksschule an der Lehmgrubenstraße 30 in Breslau (1870)
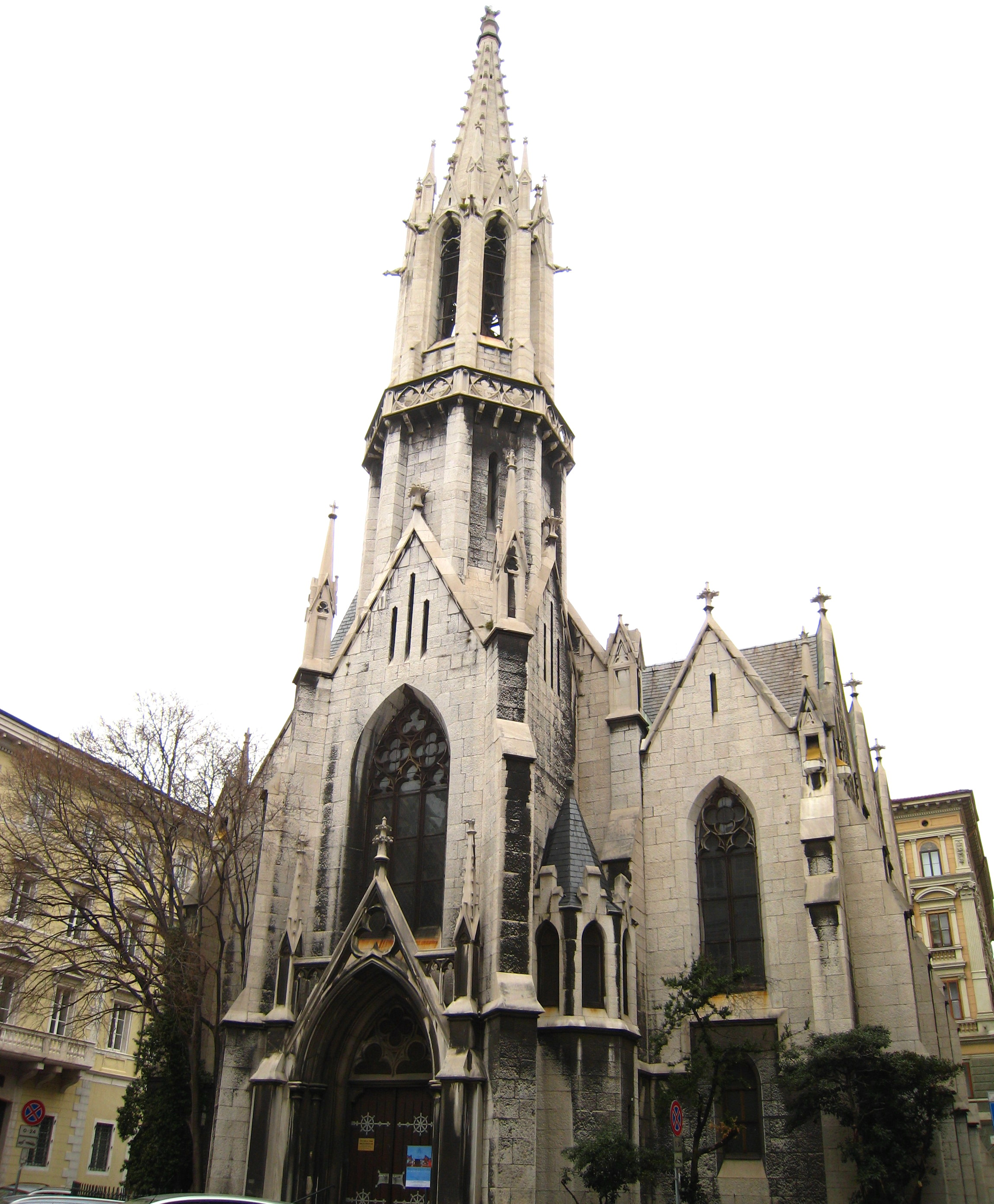
Ev. Kirche in Triest/Italien (1871–1874)
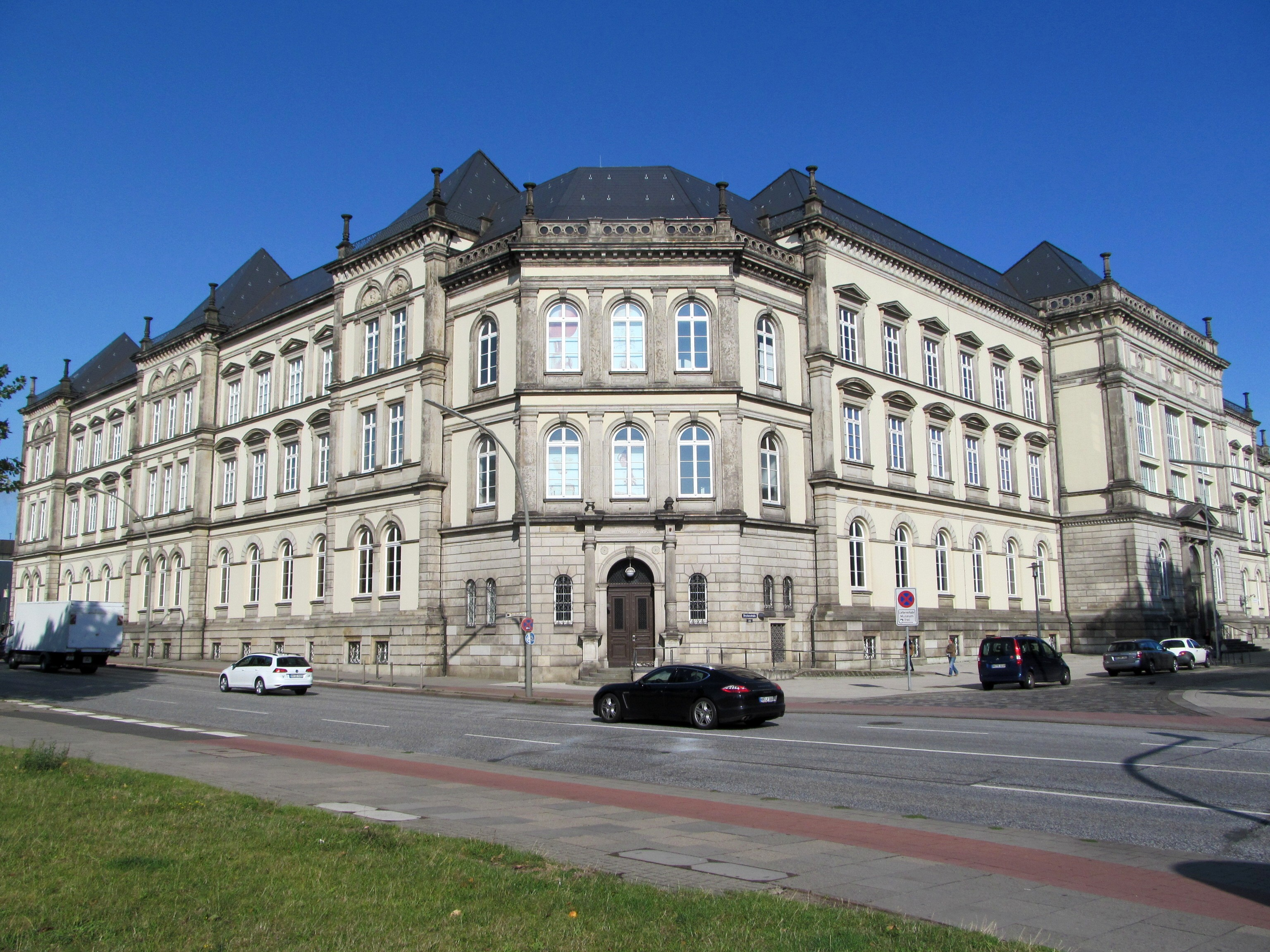
Museum für Kunst und Gewerbe in Hamburg (1873–1876), ehem. Schuleingang
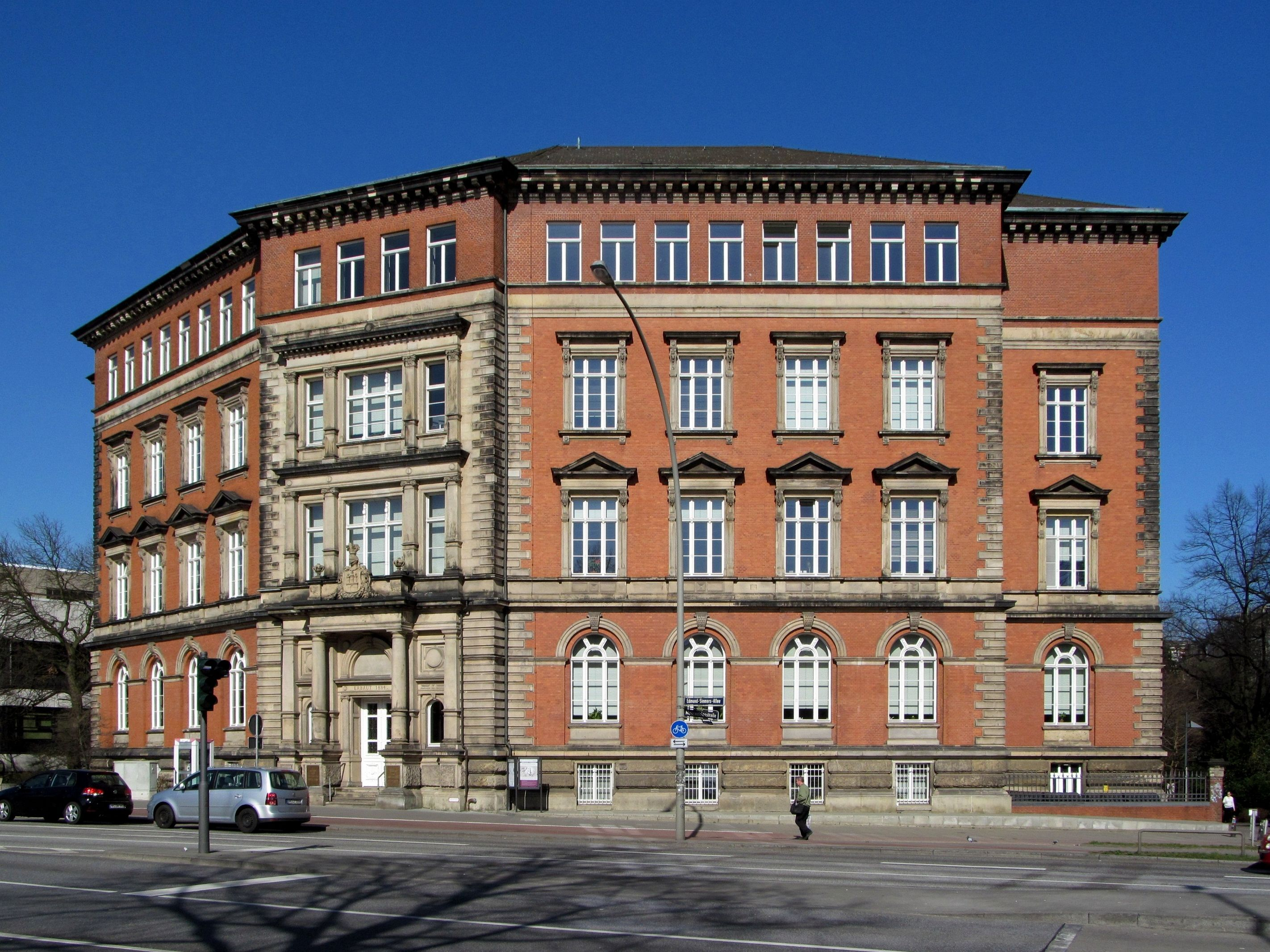
Altes Hauptgebäude des Wilhelm-Gymnasiums (1883–1885), heute zur SUB Hamburg gehörig
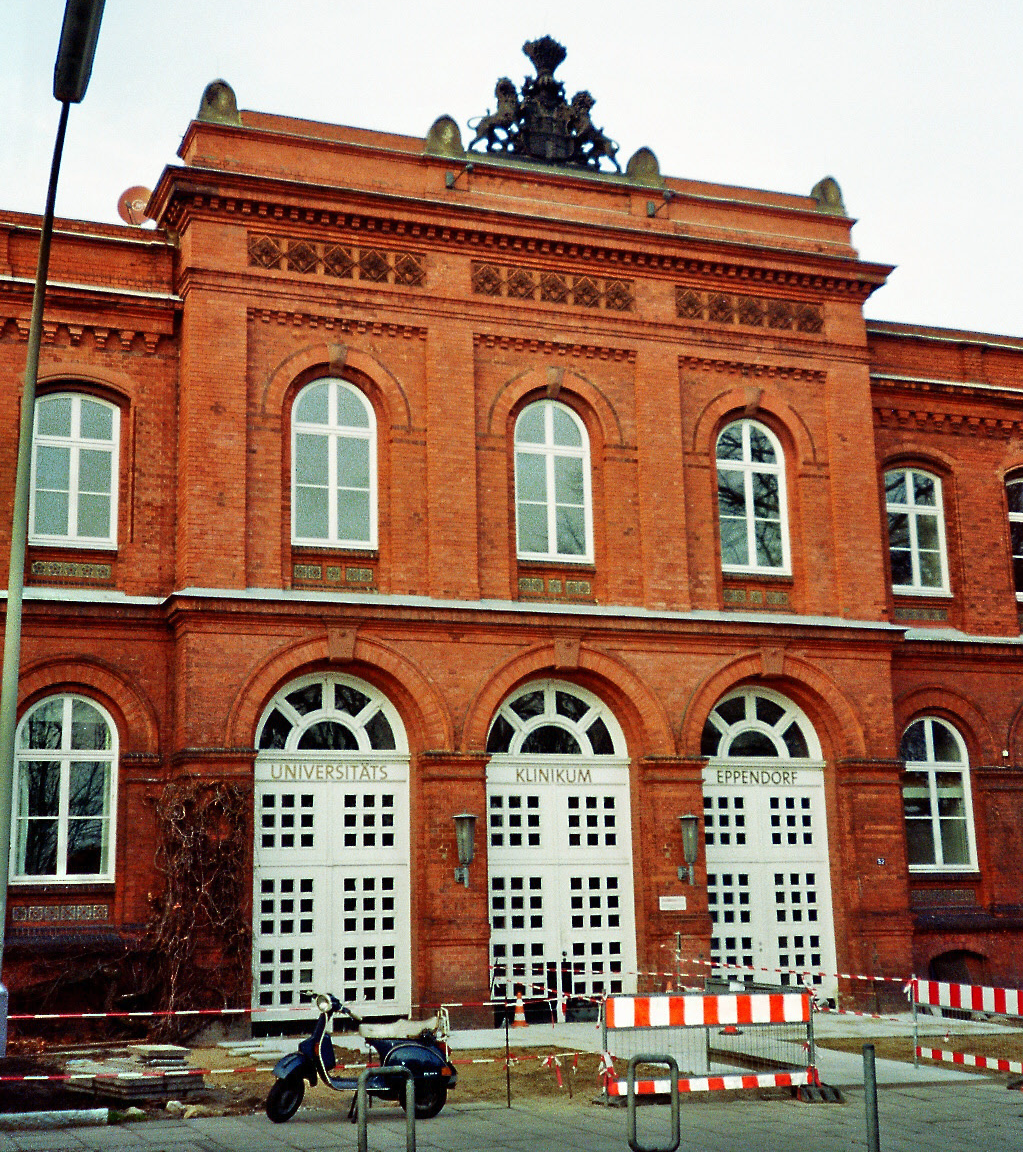
Universitätsklinikum Hamburg-Eppendorf (1884–1889)

Zimmermanns Stil – am Beispiel von drei ähnlich strukturierten Hamburger Staatsbauten aus den Jahren 1873 - 1879 - 1898:

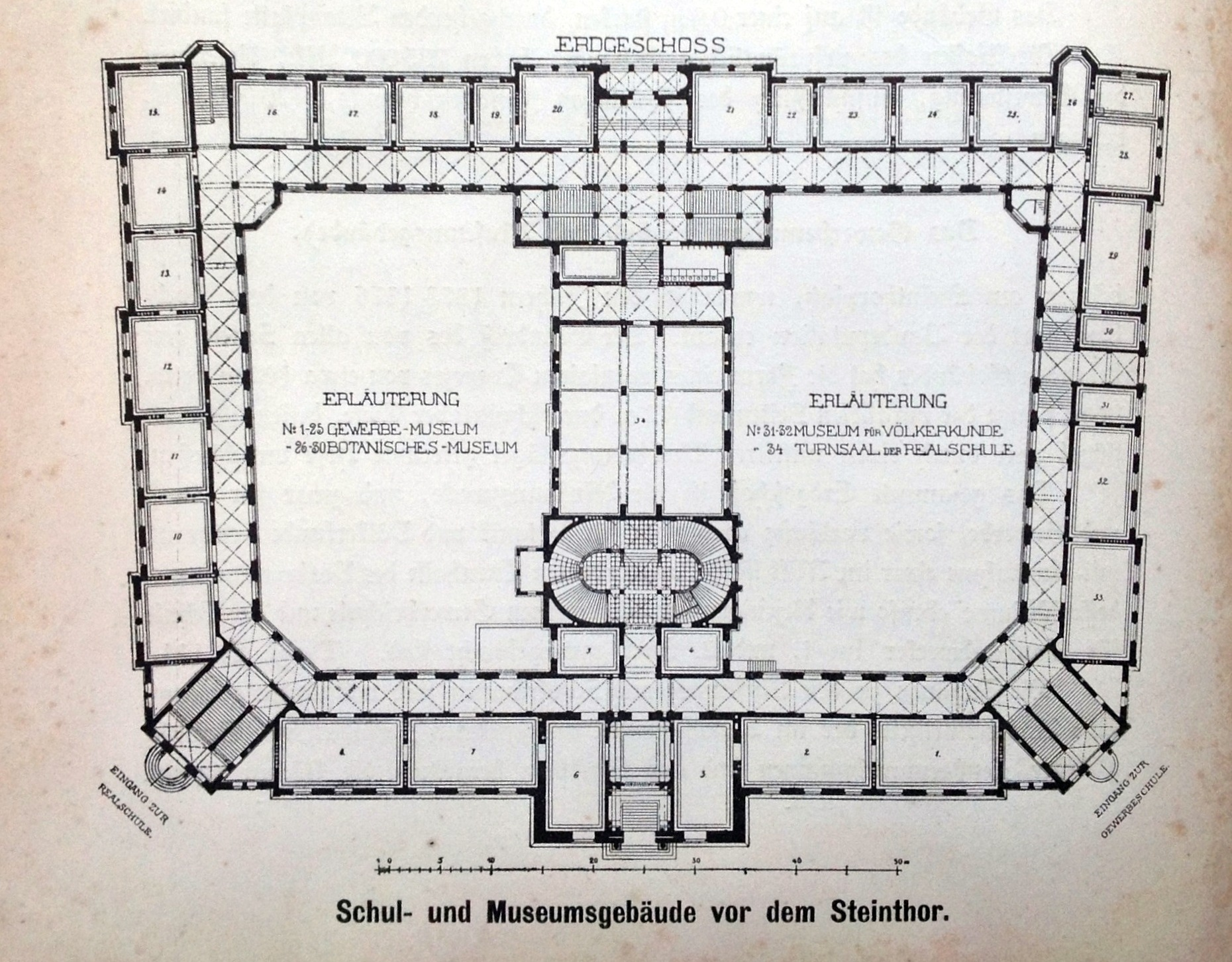
Schulgebäude mit Museum (MKG) am Steintorplatz (1873–1875), EG-Grundriss
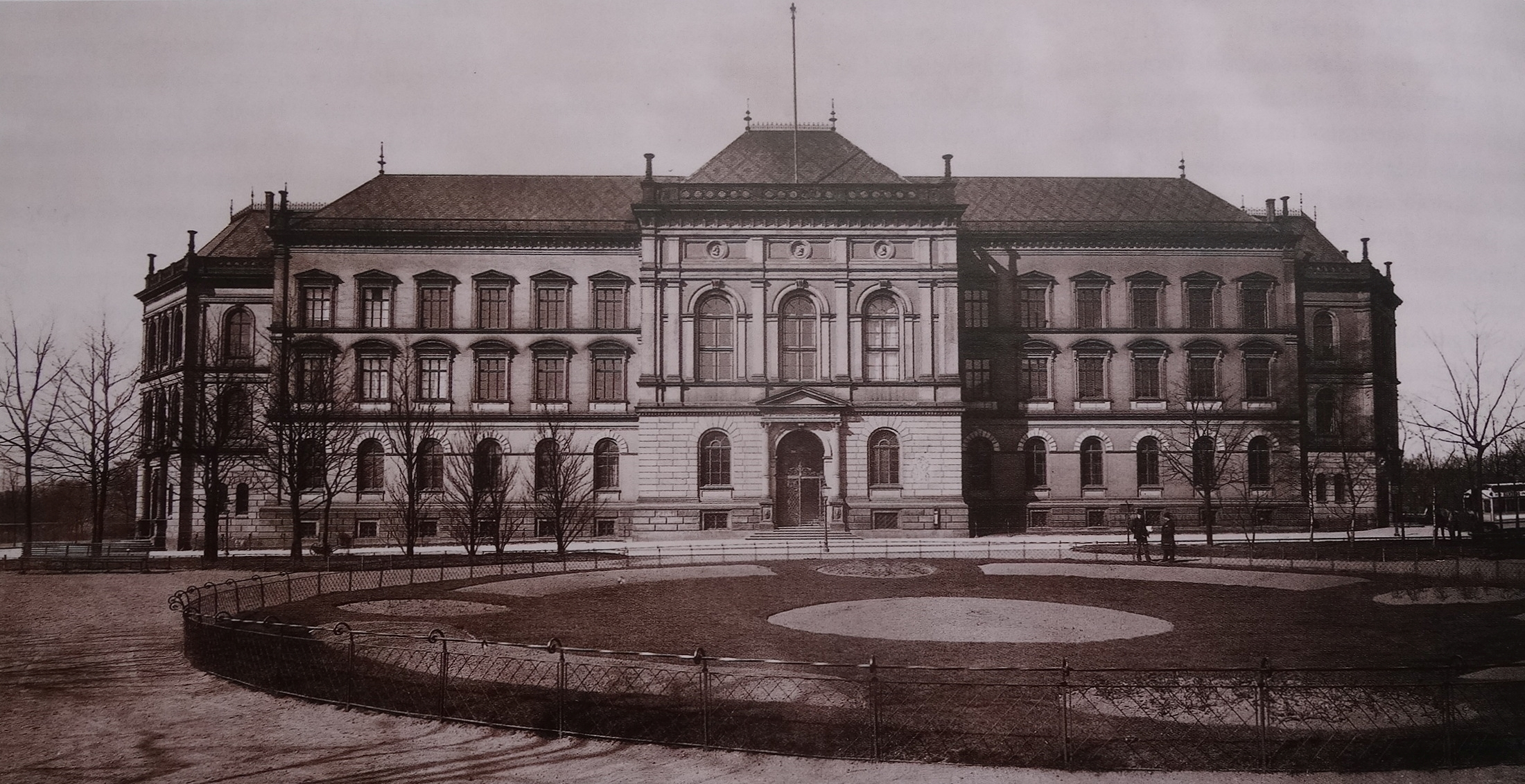
Foto: ursprünglicher Zustand
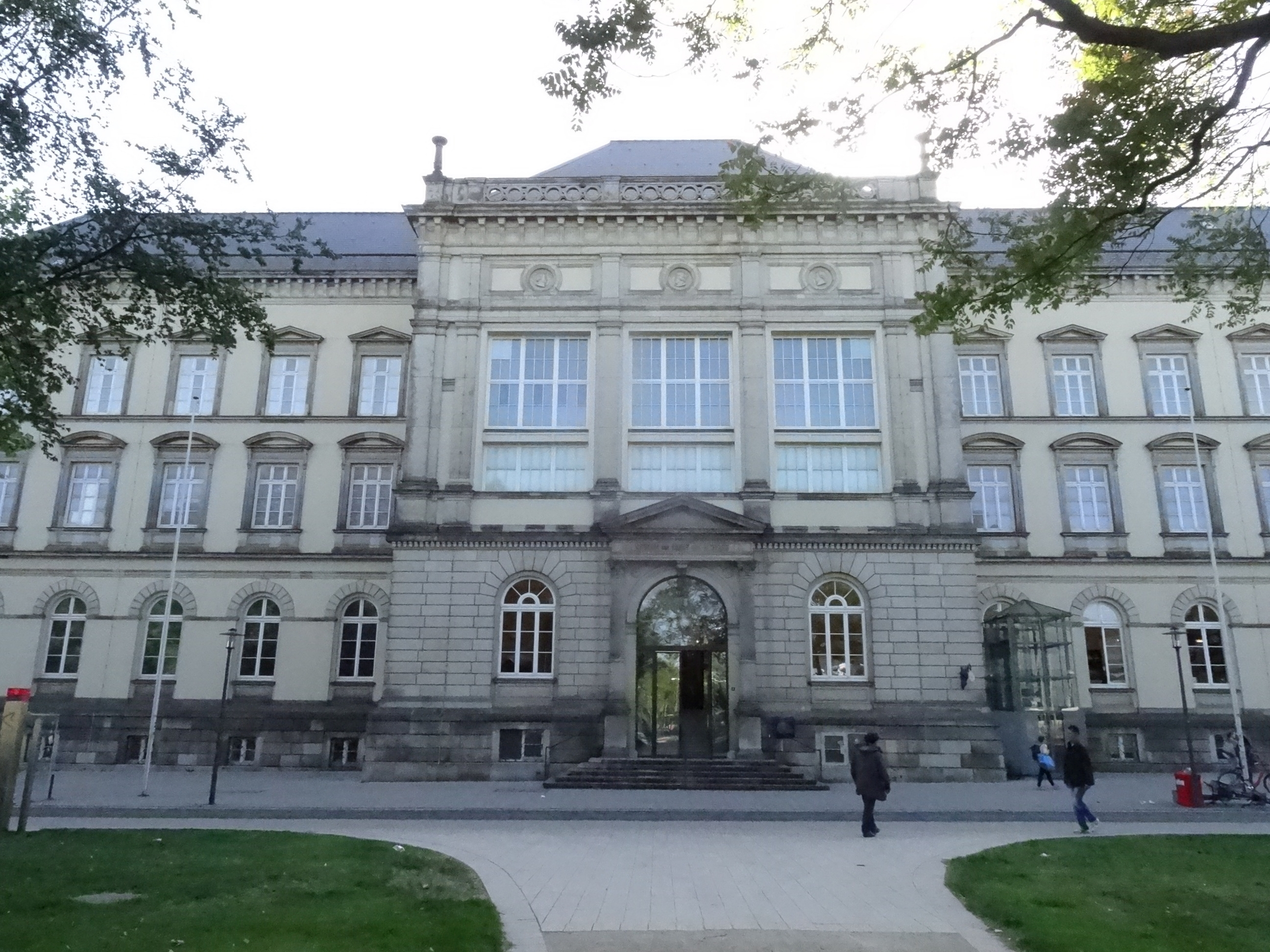
Heutiger Zustand mit veränderter Fassade

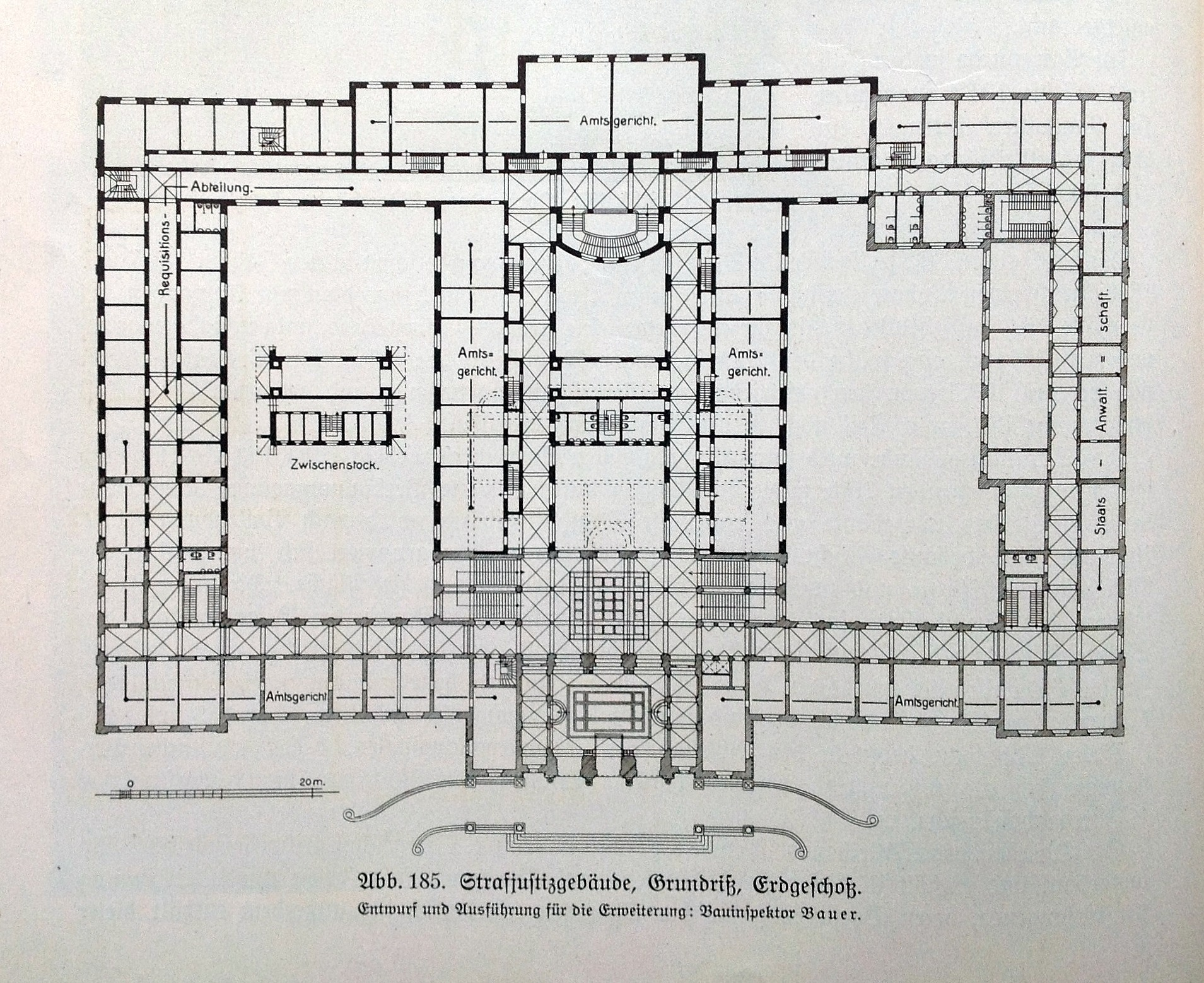
Strafjustizgebäude am Justizforum (1879-82, Erw.1895–1903), EG-Grundriss
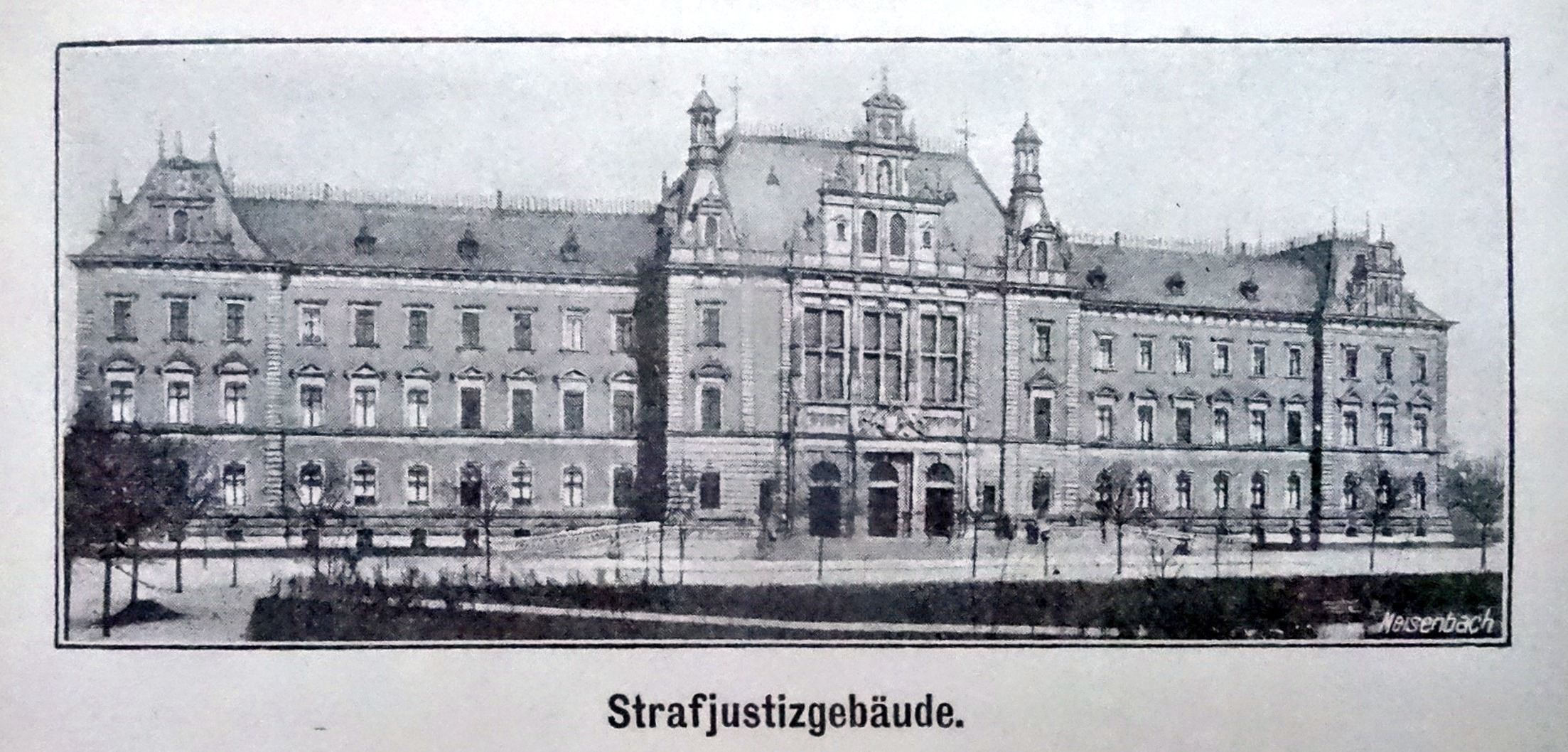
Foto: ursprünglicher Zustand
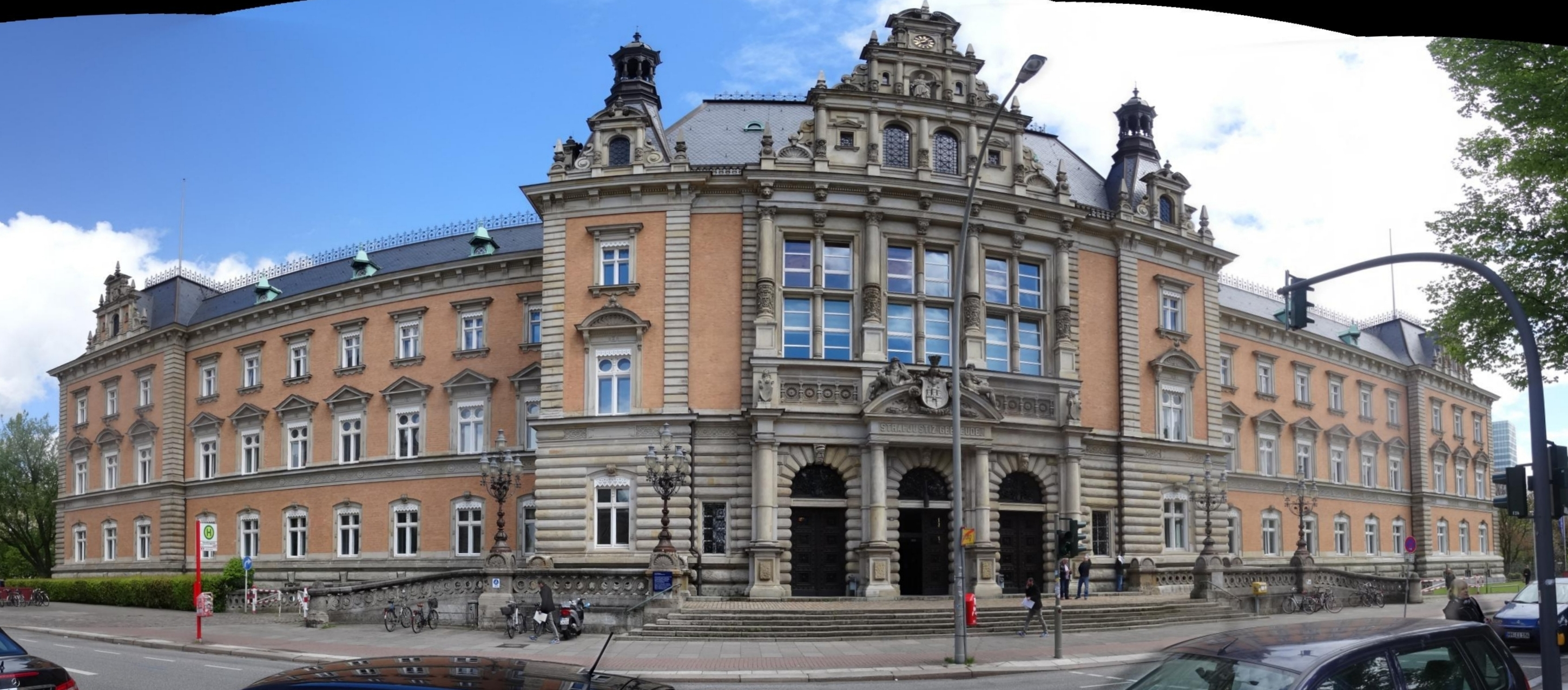
Heutiger Zustand mit dem erhaltenen Bauschmuck

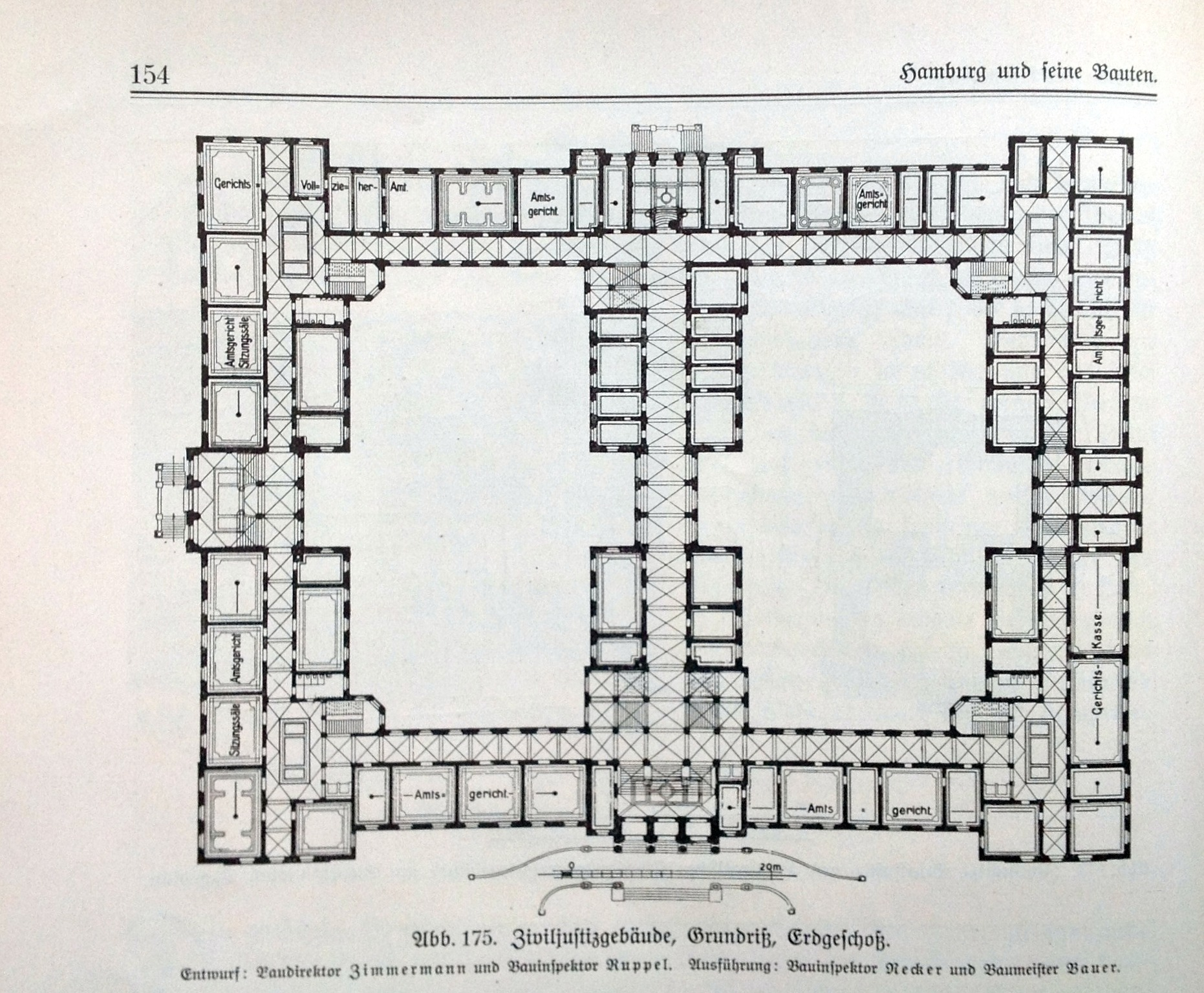
Ziviljustizgebäude am Justizforum (1878–1903), EG-Grundriss
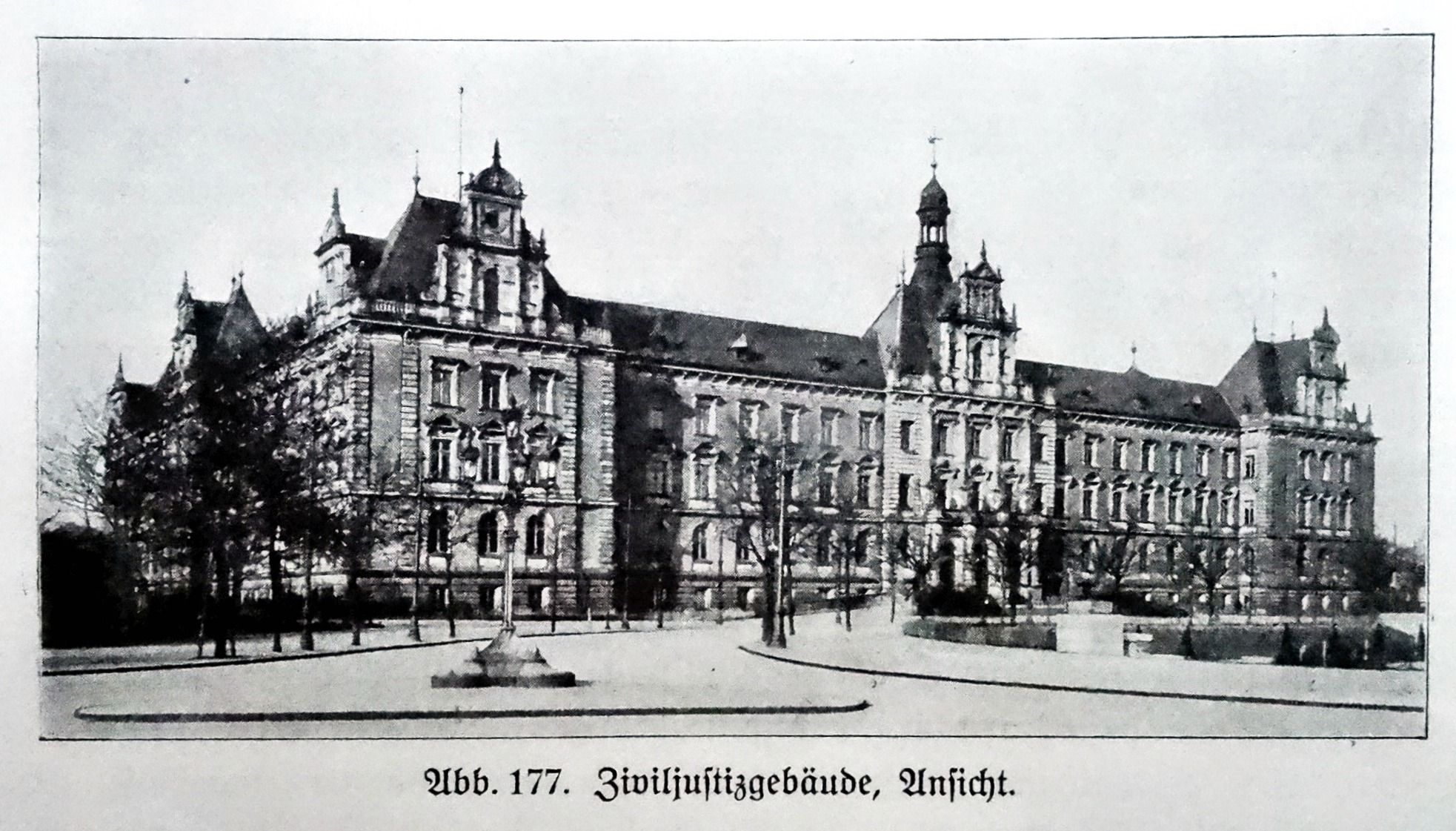
Foto: ursprünglicher Zustand
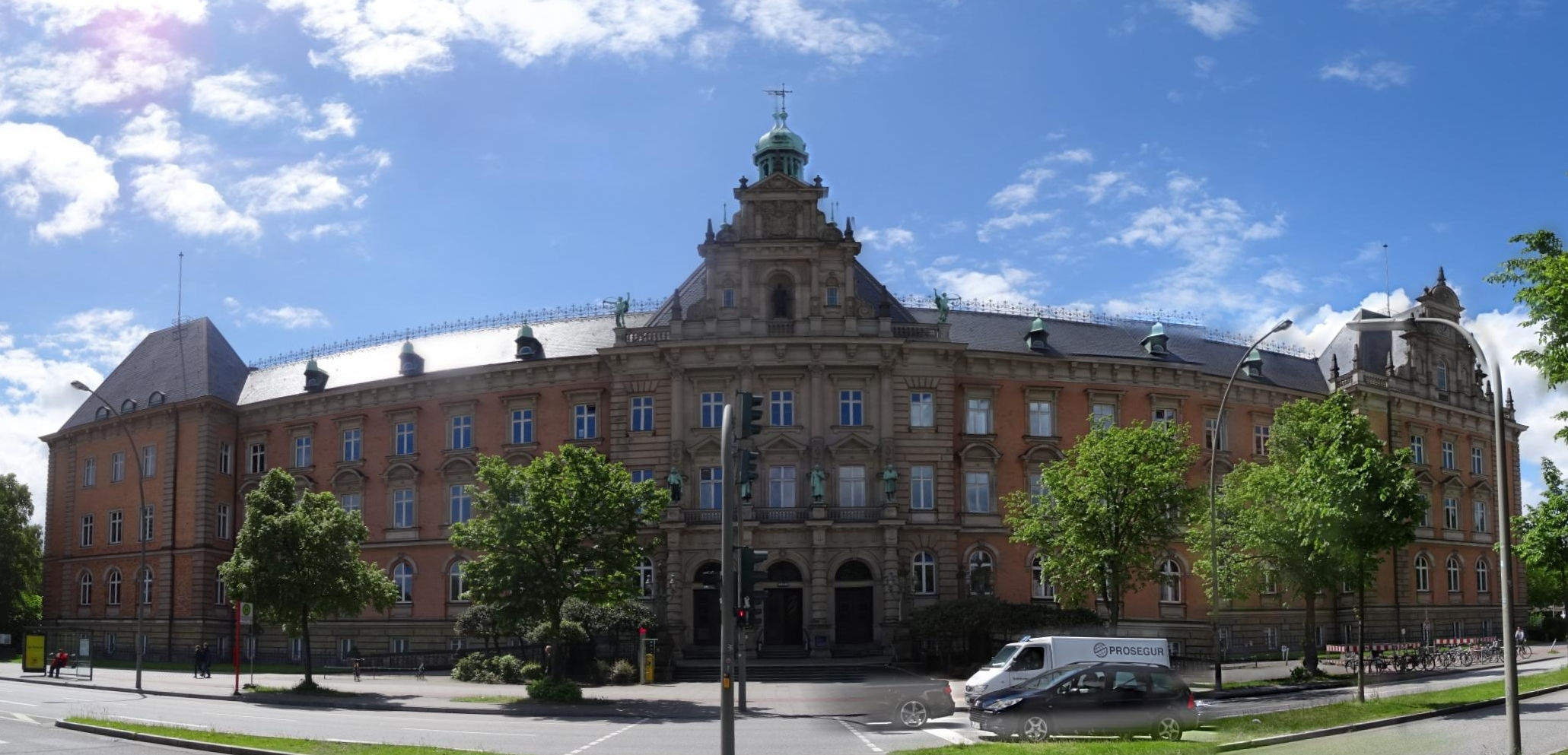
Heutiger Zustand mit dem erhaltenen Bauschmuck